# Ivan Ivanovitch Tolstoï
« Tolstoï » redirige ici. Pour les autres significations, voir Tolstoï (homonymie).
Le comte Ivan Ivanovitch Tolstoï (en russe Ива́н Ива́нович Толсто́й), né en 1880 à Saint-Pétersbourg et mort en 1954 à Léningrad, est un académicien, philologue et helléniste russe. C'est le fils du ministre de l'Instruction publique du même nom Ivan Ivanovitch Tolstoï. Il appartient à la famille Tolstoï.

## Carrière
Ivan Tolstoï fait ses humanités classiques à Saint-Pétersbourg, puis étudie à l'université de Saint-Pétersbourg en 1903. Il y enseigne le grec à partir de 1908 et devient professeur après la Révolution, en 1918. Il n'émigre pas comme le reste de sa famille. Il fait don à l'État des collections de son père, en particulier de sa collection numismatique qui se trouve aujourd'hui au musée de l'Ermitage.
Il est arrêté en 1930 sous le régime de Staline, ainsi que d'autres hellénistes de Léningrad, comme représentants de la culture « bourgeoise » et « faux-monnayeurs », référence sordide à la collection qu'il avait pourtant offerte à la nouvelle patrie socialiste. Il est enfermé dans un cachot, nourri de harengs salés sans avoir le droit de boire. Il est libéré après sa peine d'emprisonnement et devient membre correspondant de l'Académie des sciences d'URSS en 1939.
Il est nommé académicien de l'académie des sciences d'URSS en 1946. Le professeur Tolstoï établit des correspondances entre la culture hellénique et le folklore des rivages nord de la mer Noire (ancien Pont-Euxin).
Il meurt à Leningrad en 1954.
Il a notamment comme élève Nathan Grinbaum.

## Œuvre
- (ru) Le Début de la comédie et la comédie attique ancienne, in Histoire de la littérature grecque, tome 1, Leningrad, 1946
- (ru) Aristophane, idem, 1946
- (ru) La Nouvelle comédie attique, idem, tome 3, 1960
- (ru) Les Inscriptions grecques des villes antiques du nord de la Mer Noire, 1953
- (ru) Chariton ; récit de l'amour de Chéréas et Callirhoé, traduction et commentaires, 1954
- (ru) Les Aèdes. Œuvres antiques et représentants de l'Hellos ancien, Moscou, 1958
- (ru) Articles à propos du folklore, Moscou, 1966

## Source
- (ru) Cet article est partiellement ou en totalité issu de l’article de Wikipédia en russe intitulé « Толстой, Иван Иванович (филолог) » (voir la liste des auteurs).